# Patrick Biggs
Patrick Biggs (* 11. Oktober 1982 in Berwick, Australien) ist ein ehemaliger kanadischer Skirennläufer. Er fuhr hauptsächlich Slalomrennen und erreichte im Weltcup sowie bei Weltmeisterschaften jeweils zwei Top-10-Platzierungen.

## Biografie
Biggs ist der Sohn eines australischen Vaters und einer kanadischen Mutter. Im Alter von fünf Jahren siedelte er mit seinen Eltern von Australien nach Ottawa, Kanada über. Die ersten Rennen fuhr er mit sechs Jahren für den Ottawa Ski Club.
In seiner ersten Weltcupsaison 2004/05 erreichte Biggs im Slalom zwei zehnte Plätze in Chamonix und in Wengen. (Bei seinem Debütrennen am 9. Januar in Chamonix qualifizierte er sich Dreißigster noch für den zweiten Lauf, in dem er sich mit Bestzeit noch auf Endrang 10 klassierte.) Damit schaffte er die Qualifikation für die Weltmeisterschaften 2005 in Bormio. Dort überzeugte er im Slalom. Dank Laufbestzeit vermochte er sich noch vom 23. Platz (nach dem ersten Lauf) auf den neunten Platz zu steigern und sorgte mit Thomas Grandi (sechster Platz) und Michael Janyk (elfter Platz) für ein gutes Mannschaftsergebnis.
Bei seiner ersten Teilnahme an Olympischen Spielen, 2006 in Turin, schied Biggs im Slalom aus. In der Folge konnte er nicht mehr an seine früheren Leistungen anknüpfen und scheiterte im Weltcup oft an der Qualifikation für den zweiten Lauf der besten 30. Punktegewinne blieben zumeist die Ausnahme. Bei den Weltmeisterschaften 2007 in Åre fuhr er im Slalom wiederum auf den neunten Platz, wobei er von zahlreichen Ausfällen profitierte.
Im Nor-Am Cup, der nordamerikanischen Kontinentalmeisterschaft, zählte Biggs mehrere Jahre zu den besten Slalomläufern. Von der Saison 2004/05 bis zur Saison 2009/10 war er immer unter den besten sechs der Slalomwertung zu finden, von 2005/06 bis 2007/08 kam er dreimal in Folge auf den dritten Rang im Slalomklassement. An den Weltmeisterschaften 2009 und 2011 nahm Biggs nicht teil. Bei den Olympischen Winterspielen 2010 in Vancouver startete er im Riesenslalom und belegte Rang 35.
Nach Knieproblemen im Winter 2011/12 gab Biggs im September 2012 seinen Rücktritt vom Skirennsport bekannt.

## Erfolge

### Olympische Spiele
- Vancouver 2010: 35. Riesenslalom

### Weltmeisterschaften
- Bormio 2005: 9. Slalom
- Åre 2007: 9. Slalom

### Weltcup
- 2 Platzierungen unter den besten zehn

### Europacup
- Saison 2004/05: 2. Slalomwertung
- 4 Siege (alle Slalom)

### Nor-Am Cup
- Saison 2004/05: 4. Slalomwertung, 9. Riesenslalomwertung
- Saison 2005/06: 3. Slalomwertung
- Saison 2006/07: 3. Slalomwertung, 5. Riesenslalomwertung
- Saison 2007/08: 3. Slalomwertung
- Saison 2008/09: 6. Slalomwertung
- Saison 2009/10: 6. Slalomwertung
- 13 Podestplätze, davon 4 Siege

### Weitere Erfolge
- 1 kanadischer Meistertitel (Slalom 2005)
- 1 Sieg im Australia New Zealand Cup
- 1 Sieg im South American Cup
- 16 Siege in FIS-Rennen